# Todd Payten

a Compétitions nationales et continentales officielles uniquement.

Todd Payten, né le 18 janvier 1979 à Parramatta, est un joueur et entraîneur  australien de rugby à XIII évoluant au poste deuxième ligne ou pilier.
Il fait une grande partie de sa carrière au sein des Raiders de Canberra. Puis, il effectue une pige d'une année aux Roosters de Sydney. Enfin, il effectue ses dernières années aux Wests Tigers avec un titre de National Rugby League en 2005.
Il se reconvertit en tant qu'entraîneur en reprenant les Warriors de New Zealand en 2020 puis des Cowboys de North Queensland en 2021. 

## Palmarès

### En tant que joueur
- Collectif :
  - Vainqueur du World Club Challenge : 2003 (Sydney Roosters).
  - Vainqueur de la National Rugby League : 2005 (Wests Tigers).
  - Finaliste de la National Rugby League : 2003 (Sydney Roosters).

### En tant qu'entraîneur
- Individuel :
  - Nommé meilleur entraîneur de National Rugby League : 2022 (North Queensland).

#### Détails en club
| Année | Année | Club                     | Compétition | Saison régulière | Saison régulière | Saison régulière | Saison régulière | Saison régulière | Phase finale | Phase finale | Phase finale | Phase finale | Phase finale |
| Année | Année | Club                     | Compétition | Class.           | MJ               | V.               | N.               | D.               | Perf.        | MJ           | V.           | N.           | D.           |
| Adjoint de Stephen Kearney aux New Zealand Warriors, il remplace celui-ci lors des quatorze dernières rencontres en 2020 après son limogeage |       |                          |             |                  |                  |                  |                  |                  |              |              |              |              |              |
| 2020 | 2020  | New Zealand Warriors     | NRL         | 10e              | 14               | 6                | 0                | 8                | Non qualifié | -            | -            | -            | -            |
| 2021 | 2021  | North Queensland Cowboys | NRL         | 15e              | 24               | 7                | 0                | 17               | Non qualifié | -            | -            | -            | -            |
| 2022 | 2022  | North Queensland Cowboys | NRL         | 3e               | 24               | 17               | 0                | 7                | Finale prél. | 2            | 1            | 0            | 1            |
| 2023 | 2023  | North Queensland Cowboys | NRL         | 11e              | 24               | 12               | 0                | 12               | Non qualifié | -            | -            | -            | -            |
| 2024 | 2024  | North Queensland Cowboys | NRL         | 5e               | 24               | 15               | 0                | 9                | 2e tour      | 2            | 1            | 0            | 1            |
| 2025 | 2025  | North Queensland Cowboys | NRL         | -                | -                | -                | -                |                  | -            | -            | -            | -            | -            |